# بوتهارد
بوتهارد (به آلمانی: Bütthard) یک منطقهٔ مسکونی در آلمان است که در وورتسبورگ واقع شده‌است.